# Jonathan Coleman (Politiker)

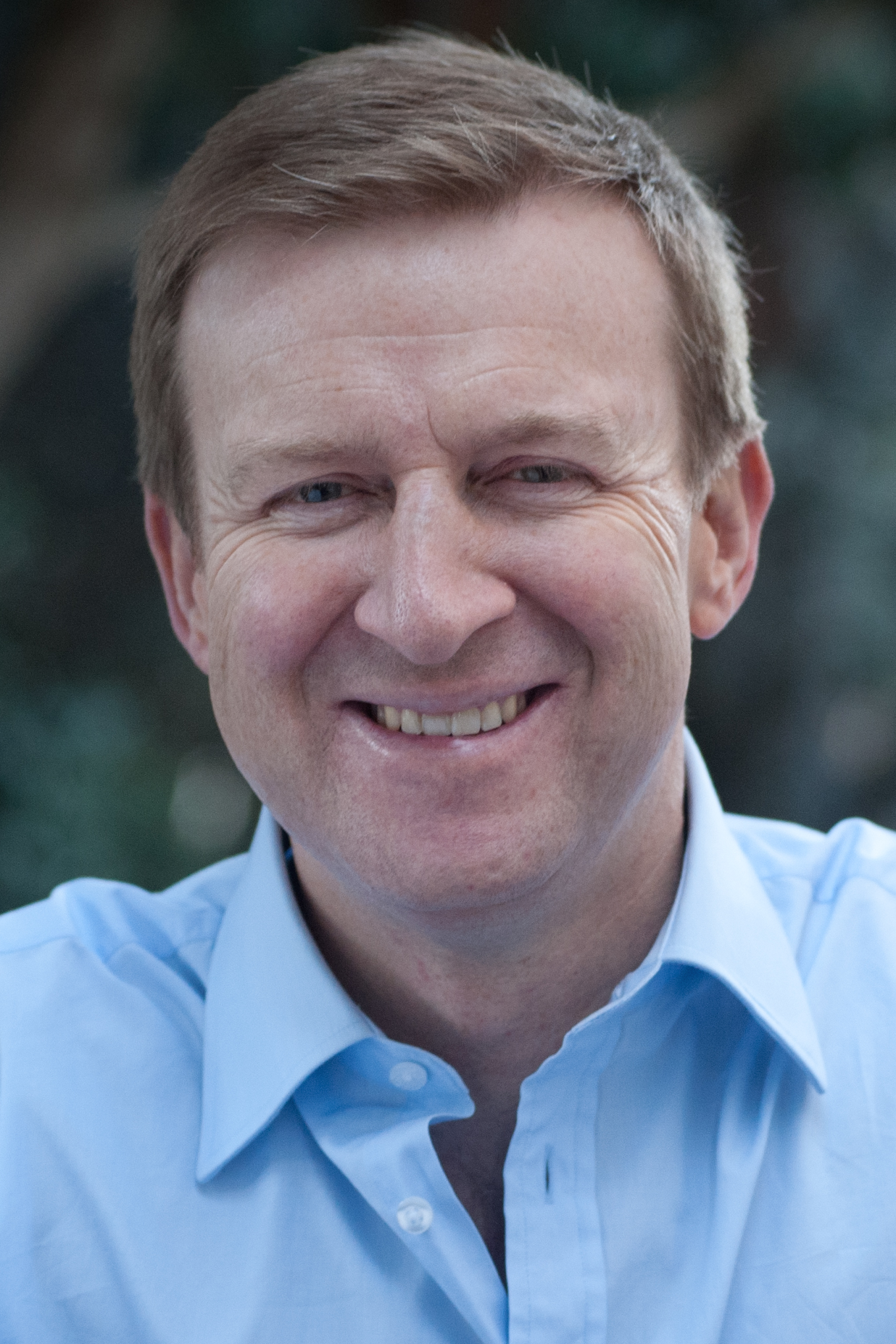
Jonathan Coleman (2016)

Hon. Jonathan David Coleman (* 23. September 1966 in Auckland) ist ein neuseeländischer Arzt und Politiker der New Zealand National Party (NP), der unter anderem von 2005 bis 2018 Mitglied des Repräsentantenhauses und zwischen 2011 und 2014 Verteidigungsminister war und zahlreiche weitere Ministerämter bekleidete. Er fungierte zwischen 2018 und 2020 als Chief Executive Officer (CEO) sowie seit 2020 als nicht geschäftsführender Direktor des Gesundheitsdienstleistungsunternehmens Acurity Health Group Ltd, der heutigen Evolution Healthcare.

## Leben
Jonathan David Coleman absolvierte ein Studium der Medizin an der University of Auckland und war nach dessen Abschluss als praktischer Arzt tätig. Darüber hinaus absolvierte er ein postgraduales Studium der Fachrichtung Management an der London Business School (LBS), welches er mit einem Master of Business Administration (M.B.A.) beendete. Bei der Parlamentswahl am 17. September 2005 wurde er für die Nationale Partei NP (New Zealand National Party) im Wahlkreis „Northcote“ erstmals zum Mitglied des Repräsentantenhauses gewählt, dem er nach seinen Wiederwahlen 2008, 2011, 2014 und 2017 bis zu seinem Mandatsverzicht am 15. April 2018, wobei die dadurch notwendige Nachwahl in diesem Wahlkreis von seinem Parteifreund Dan Bidois gewonnen wurde. Zu Beginn seiner Parlamentszugehörigkeit war er zwischen dem 9. November 2005 und dem 3. Oktober 2008 Mitglied des Gesundheitsausschusses.

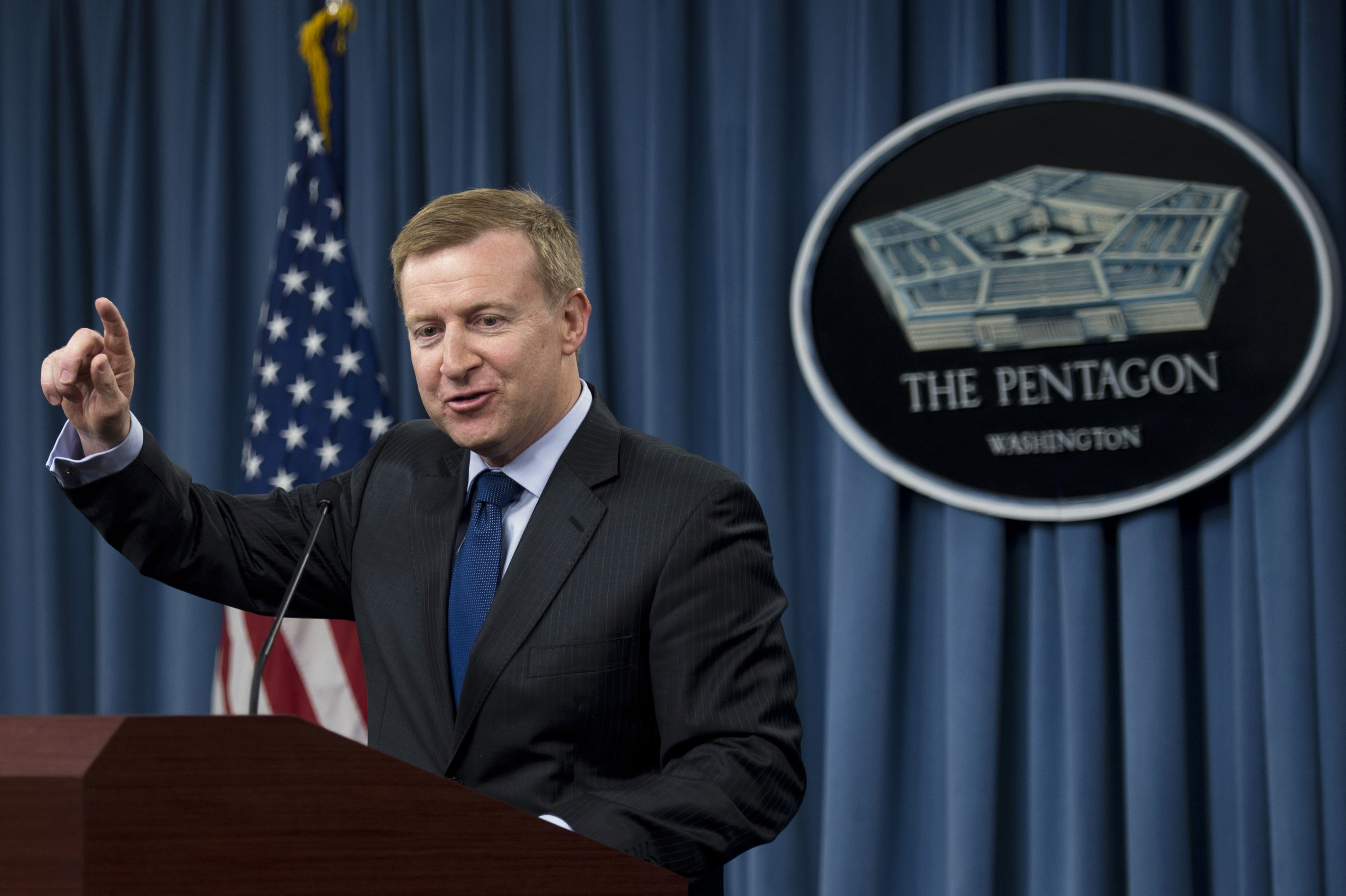
Verteidigungsminister Coleman bei einer Pressekonferenz im US-Verteidigungsministerium (28. Oktober 2013)

Im Kabinett Key I bekleidete Coleman zwischen dem 19. November 2008 und dem 14. Dezember 2011 zeitgleich die Ämter als Einwanderungsminister sowie als Minister für den Rundfunk. Daneben fungierte er vom 19. November 2008 bis zum 13. Dezember 2011 auch als stellvertretender Gesundheitsminister sowie als stellvertretender Tourismusminister. Im darauf folgenden Kabinett Key II übernahm er vom 14. Dezember 2011 bis zum 7. Oktober 2014 in Personalunion die Posten als Verteidigungsminister sowie als Minister für Staatsdienste. Ferner war er zwischen dem 14. Dezember 2011 und dem 6. Oktober 2014 auch noch stellvertretender Finanzminister. Im anschließend gebildeten Kabinett Key III fungierte er vom 8. Oktober 2014 bis zum 12. Oktober 2016 sowohl als Gesundheitsminister als auch als Minister für Sport und Freizeit. Die beiden Ämter als Gesundheitsminister sowie als Minister für Sport und Freizeit bekleidete er zwischen dem 12. Oktober 2016 und dem 26. Oktober 2017 auch im Kabinett English.
Nachdem nach der Parlamentswahl 2017 die National Party nicht mehr an der Regierung beteiligt war, fungierte Jonathan Coleman zwischen dem 3. November 2017 und dem 15. April 2018 zeitgleich als gesundheitspolitischer Sprecher der NP-Fraktion, als Mitglied des Gesundheitsausschusses sowie des Ausschusses für Sport und Freizeit. Nach seinem Ausscheiden aus dem Parlament war er von 2018 bis 2020 zunächst Chief Executive Officer (CEO) und wurde daraufhin nicht geschäftsführender Direktor des Gesundheitsdienstleistungsunternehmens Acurity Health Group Ltd, das 2015 von Evolution Healthcare übernommen wurde und seit 2021 diesen Namen trägt.